# (757) Портлендия
(757) Портлендия (лат. Portlandia) — типичный астероид главного пояса, открытый 30 сентября 1908 года американским астрономом Джоэлом Меткалфом в обсерватории города Тонтон и названый в честь американского города Портленд, крупнейшего города штата Мэн.

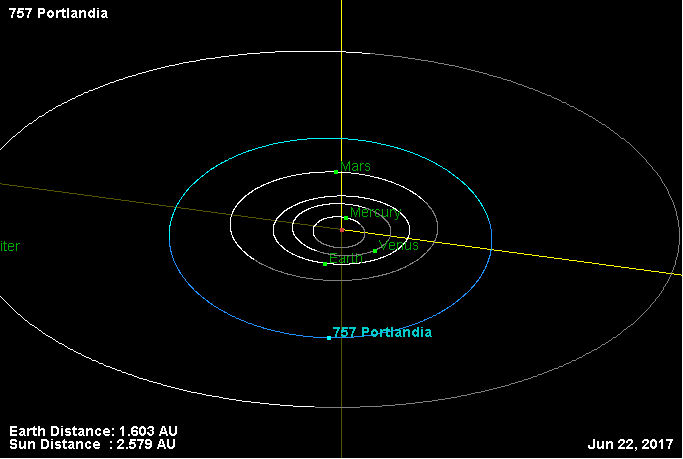
Орбита астероида Портлендия и его положение в Солнечной системе